# Elvira Rawson

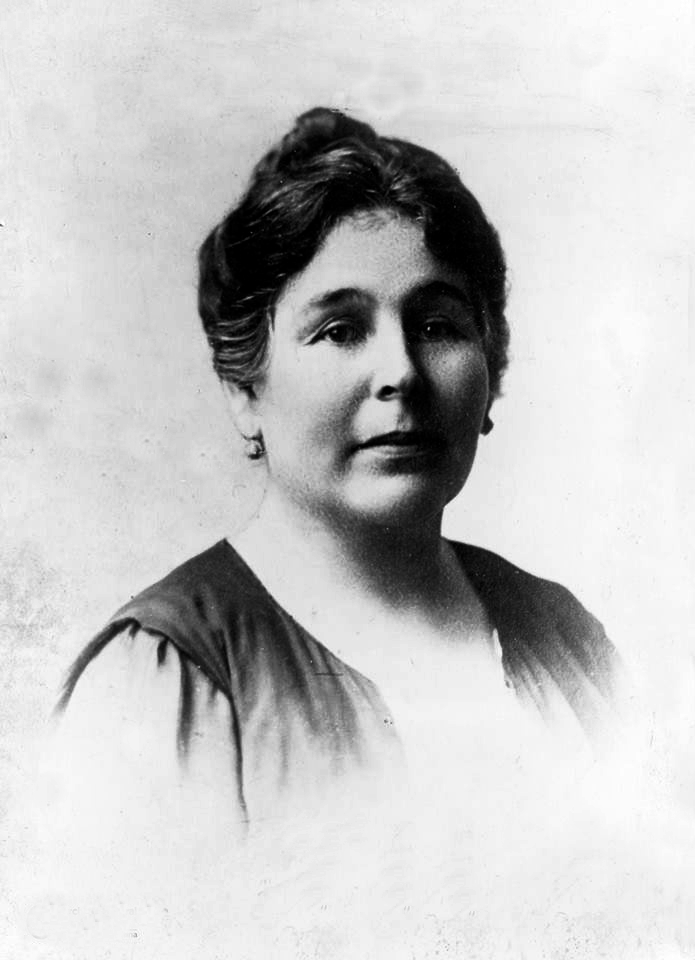
Elvira Rawson

Elvira Rawson de Dellepiane (* 19. April 1867 in Buenos Aires, Argentinien; † 4. Juni 1954 ebenda) war eine argentinische Sozialreformerin, Medizinerin und Frauenrechtlerin. Sie war an der Universität von Buenos Aires die dritte Frau, die an der medizinischen Fakultät zugelassen wurde, und die zweite, die dort 1892 ihr Medizinstudium abschloss.

## Leben und Werk

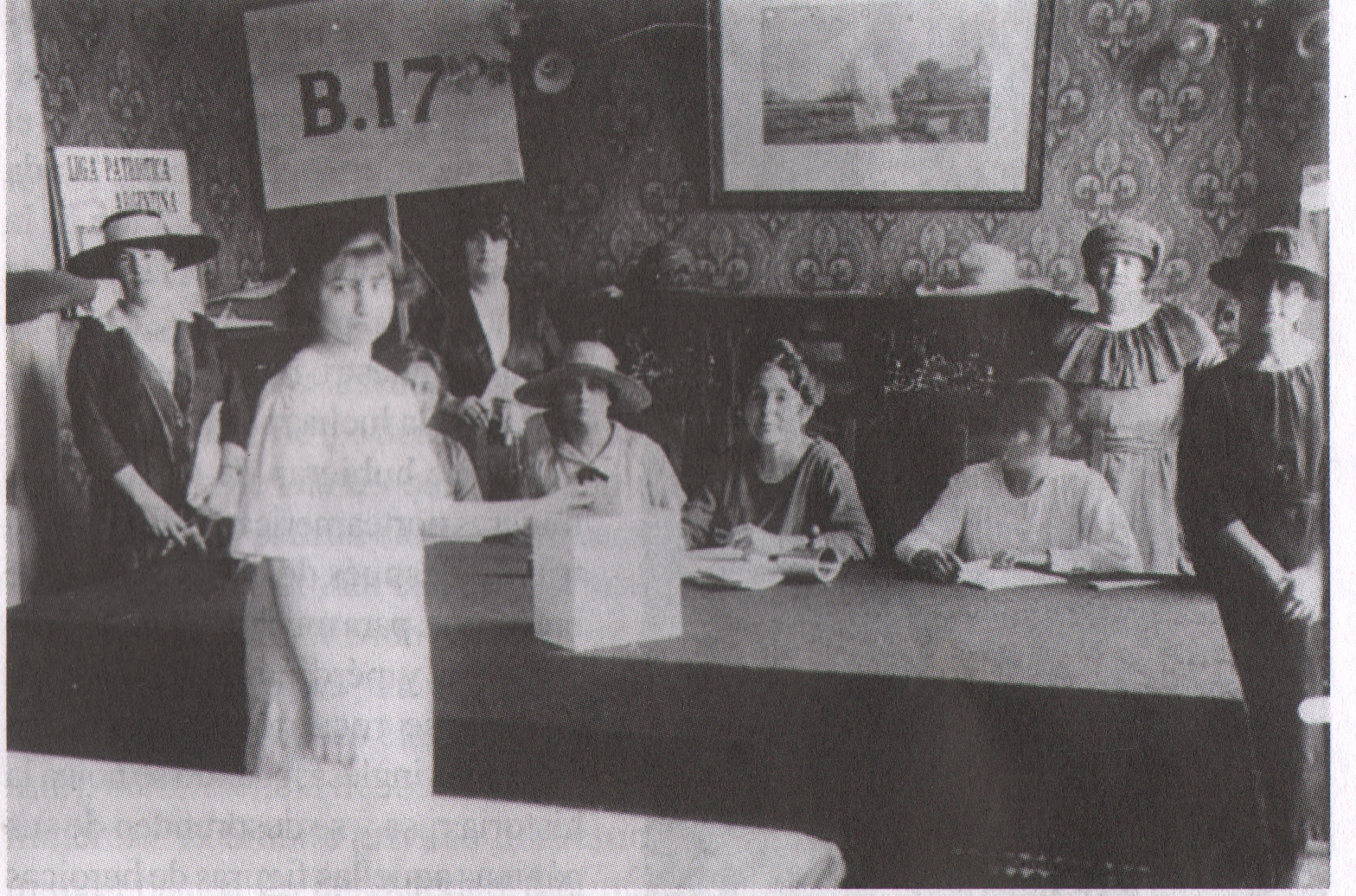
Erster Prozess zum Frauenwahlrecht, organisiert von der Feministischen Union. Den Vorsitz am Tisch führt Dr. Elvira Rawson de Dellepiane, 1920

Rawson studierte an der Mendoza Escuela Normal, wo sie 1884 einen Abschluss als Schullehrerin erhielt. Sie unterrichtete ein Jahr und 1885 begann sie ihr Medizinstudium an der Universität von Buenos Aires, wo sie 1892 ihren Abschluss machte.
Ihre ersten Berufserfahrungen sammelte sie im Rivadavia-Krankenhaus in Buenos Aires. Sie behandelte dort 1890 als Krankenschwester die Verwundeten der sogenannten Parkrevolution (Revolución del Parque), ein Ereignis, das ihr Interesse an Politik weckte. Diese Ereignisse führten später zu ihrem Beitritt zur Unión Cívica Radical, einer politischen Partei, die ihre fortschrittlichen Ideen hinsichtlich der Rolle und des Status der Frau teilte.
1891 heiratete sie Manuel Dellepiane, mit dem sie sieben Kinder bekam. Sie setzte ihr Medizinstudium fort und promovierte 1892 mit der Dissertation: Apuntes sobre higiene en la mujer. Sie bekam eine Professur für Hygiene und Kinderbetreuung an der Universität Uspallata.
Nach ihrem Abschluss praktizierte Rawson als Ärztin und war von 1907 bis 1918 als einzige Frau in der öffentlichen Abteilung Sanitätsinspektorin für das Departamento Nacional de Higiene. 1916 gründete und leitete sie in Uspallata die erste Einrichtung zur Betreuung hilfsbedürftiger Kinder. Damit sicherte sie sich staatliche Unterstützung für Kinder mit Beeinträchtigungen. Einer ihrer ersten Vorschläge war das „Glas Milch“ in Schulen zur Pflicht zu machen.
Sie war von 1919 bis 1934 Mitglied des Nationalen Bildungsrats und 1921 Mitglied des Exekutivkomitees des Dritten Kongresses der Gesellschaften für Volksbildung.
Sie forschte zu Infektionskrankheiten und setzte sich für die Umsetzung präventiver Maßnahmen wie Hygienegesetze, Impfkampagnen und Aufklärungsprogramme ein, um die öffentliche Gesundheit zu fördern und Krankheitsausbrüchen vorzubeugen.

## Einsatz für Frauenrechte
Argentinien garantierte Frauen im frühen 20. Jahrhundert nur wenige Rechte. 1901 war sie Mitbegründerin des Feministischen Zentrums Argentiniens, dessen Ziel die Förderung von Frauenrechten und Geschlechtergleichstellung war. Sie gründete und gab außerdem die erste feministische Zeitschrift Argentiniens heraus, Nosotras, die Frauen eine Plattform bot und sich für die Gleichstellung der Geschlechter einsetzte. 1905 war sie an der Gründung des Centro Feminista beteiligt. Später änderte das Centro seinen Namen in Centro Juana Manuela Gorriti, um sein radikales Image abzumildern.
Im Einklang mit dem liberalen und säkularen Gedankengut befürwortete sie das Recht auf Scheidung, allerdings mit Einschränkungen, um die Zahl der Ehescheidungen gering zu halten. Sie förderte auch die Errichtung von Entbindungsheimen, eine Idee, die um 1910 mit dem Zentrum für Entbindungsheime Juana Gorriti Wirklichkeit wurde, einer Einrichtung, die die Arbeit des Feministischen Zentrums fortführte.
Sie setzte sich für Gesetzesreformen ein, die die Chancengleichheit von Männern und Frauen sowohl im beruflichen als auch im gesellschaftlichen und familiären Bereich anstrebten. So schlug sie im Nationalkongress Änderungen am Zivilgesetzbuch vor, wie etwa die Gleichstellung der elterlichen Sorge zwischen Vater und Mutter, die freie Verwaltung des Eigentums durch Frauen und die Wahrung aller individuellen Rechte der Frauen auch nach der Heirat. Angesichts der historischen Entwicklung der argentinischen Gesellschaft und des argentinischen Rechts galten diese Ideen für ihre Zeit als sehr fortschrittlich und wurden mehrere Jahrzehnte später gesetzlich verankert.
1910 gab es die ersten Bemühungen, eine Reform des Zivilgesetzbuches voranzutreiben, die Frauenrechte einschloss. Rawson führte diese Bewegung mit der Unterstützung anderer Frauengruppen an. 1910 nahm sie am Ersten Internationalen Frauenkongress in Buenos Aires anlässlich der Hundertjahrfeier der Nation teil. Sie legte einen Entwurf zur Reform des Bürgerlichen Gesetzbuches im Hinblick auf die Rechte der Frau vor. Dieser Kongress legte den Grundstein für Frauenrechtsbewegungen nicht nur in Argentinien, sondern in ganz Lateinamerika.
Ihr Einsatz für Frauenrechte führte sie 1919 dazu, zusammen mit der argentinischen Schriftstellerinnen Alfonsina Storni und Adelia Di Carlo und anderen die Asociación Pro-Derechos de la Mujer zu gründen. Zu den Zielen der Gruppe gehörte es, das Zivilgesetzbuch von Artikeln zu befreien, die Unterschiede zwischen den Geschlechtern festlegten, und gleiche Bezahlung zu fördern. Die Existenz der Vereinigung wurde von den damaligen großen argentinischen politischen Parteien anerkannt, obwohl es aufgrund dieser Aufmerksamkeit nur zu wenigen politischen Änderungen kam.
Zusammen mit Alicia Moreau de Justo, der Vorsitzenden der Unión Feminista Nacional, organisierte sie eine Parallelwahl für Frauen bei den nationalen Parlamentswahlen am 7. März 1920. 1928 organisierte sie den dritten Internationalen Frauenkongress.
Neben ihrer Dissertation verfasste sie auch eine Studie über die hygienischen, klimatischen und thermischen Bedingungen von Mendoza, wo sie viele Jahre lebte. Darüber hinaus verfasste sie verschiedene Berichte zur Situation und zum Status der Frauen sowie zum Thema Heimunterricht. Gemeinsam mit Eleuterio Tiscornia war sie Vorsitzende der Didaktikkommission des Nationalen Bildungsrat (CNE).
Nachdem sie sich nach 1940 von den meisten ihrer Aktivitäten zurückgezogen hatte, starb sie 1954 im Alter von 87 Jahren in Buenos Aires.

## Ehrungen (Auswahl)

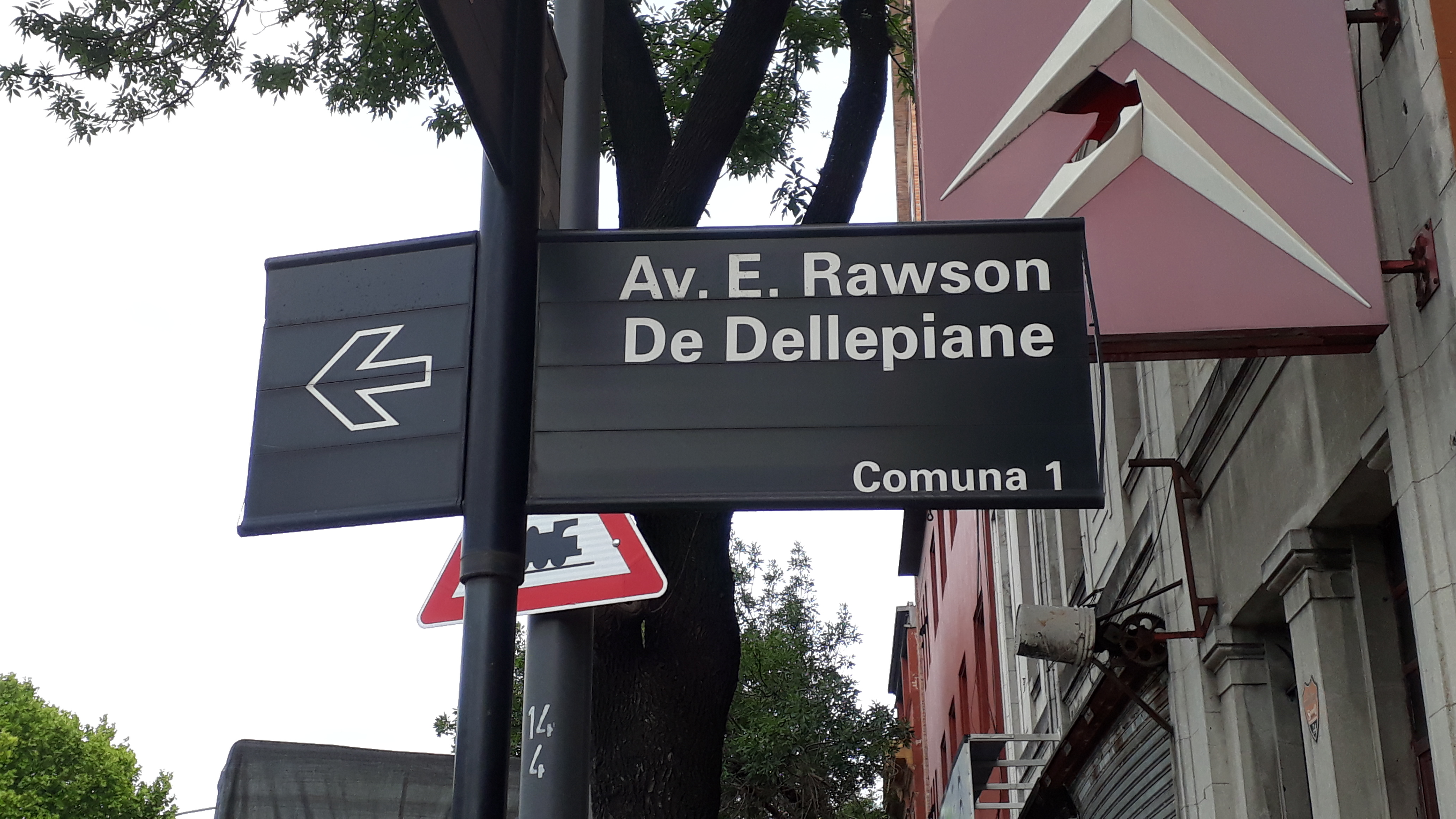
Nach Rawson benannte Straße in Buenos Aires, Stadtteil Puerto Madero

Am 19. April 2022 wurde zu ihrem 155. Geburtstag ein Google Doodle veröffentlicht.